# Сквер имени Маркова
Сквер и́мени Ма́ркова — сквер в Советском округе города Липецка. Расположен вокруг Областного центра культуры между улицей Космонавтов, улицей Циолковского и домами № 50—62 по улице Космонавтов (у пересечения с улицей Титова).

## История
2 ноября 1967 года в Липецке в районе пересечения улиц Космонавтов и Титова был открыт Дворец культуры профсоюзов, ныне Областной центр культуры и народного творчества (подробнее см. в статье Улица Космонавтов (Липецк)). Сформировавшейся возле него площади 10 апреля 1968 присвоено название площадь Космонавтов. В итоге это название не прижилось и позже было упразднено. В конце 1980-х площадью Космонавтов назвали кольцевую развязку у пересечения улиц Космонавтов и Берзина.  
В 1970-х годах вблизи Дворца был разбит сквер. Его северо-восточная часть (перед главным фасадом Дворца) регулярная, представляет собой аллею с цветниками. Юго-западная часть пейзажная, хорошо озеленённая деревьями.
В 2005 году скверу присвоили имя бывшего председателя Советского райисполкома В. Н. Маркова, инициативе которого и принадлежит создание этого места. В том же 2005 году здесь установлен памятный знак с рельефным портретом Маркова и надписью «Сквер носит имя Маркова В. Н., одного из видных руководителей города, внесшего в период 80—90 гг. XX века значительный вклад в развитие г. Липецка».
В 2009 году на всех аллеях сквера были установлены фонари.
Был реконструирован в 2022 году.